# Майстренко, Алексей Исаевич
Алексей Исаевич Майстренко (1904, село Новоалександровка, Беловодский район, Луганская область — 1990) — Герой Социалистического Труда, лауреат Государственной премии СССР, директор госплемзавода «Красноармейский» Красноармейского района Краснодарского края.

## Биография
Родился в с. Новоалександровка Беловодского района Луганской области в семье рабочего. С 11-летнего возраста работал конюхом на Александровском конезаводе. После службы в армии (1929) возвратился на конезавод. С 1930 г. завхоз отделения, председатель профкома, заместитель директора по рабочему снабжению Ставропольского зерносовхоза Марковского района. Осенью 1936 г. направлен на учёбу в школу управляющих, после её окончания — директор Ставропольско-Кавказского племзавода (до 1945).
Во время войны эвакуирован в Азербайджанскую ССР. С ноября 1945 по 1946 г. — начальник строительства племсовхоза «Караваево», затем директор Староминского зерносовхоза. С 1956 г. директор укрупненного рисосовхоза «Красноармейский». Занимал эту должность 34 года.
Под управлением Майстренко опытно-показательный рисосовхоз «Красноармейский» вошёл в число лучших рисосеющих хозяйств в стране: в 1976 г. Совхоз награждён орденом Трудового Красного Знамени, в 1969 ему присвоено звание «Хозяйство высокой культуры земледелия и животноводства», а в 1971 г. — «Коллектив коммунистического труда».
В 1970 г. Алексей Исаевич организовал в управляемом им рисосовхозе конеферму по разведению чистокровных верховых лошадей.
Умер Алексей Исаевич Майстренко 25 марта 1990 года от инсульта.

## Награды и премии
А. И. Майстренко — лауреат Государственной премия СССР 1977 года — за создание крупного воднохозяйственного комплекса на Кубани, увеличившего водообеспеченность в бассейне реки и резкий рост производства риса в Краснодарском крае.
Награждён двумя орденами Ленина, 3 орденами Трудового Красного Знамени, орденами Октябрьской Революции, Дружбы народов, «Знак Почёта», медалями «За оборону Кавказа», «За Победу над Германией», и другими.

## В искусстве
Художник Валентин Мордовин в 1980 году написал картину «А. Майстренко, Герой Социалистического Труда, директор совхоза „Красноармейский“».